# Wynand Janssens
Pour les articles homonymes, voir Janssens.
Wynand Janssens (1827-1913), est un architecte belge du 19ème siècle.

## Éléments biographiques

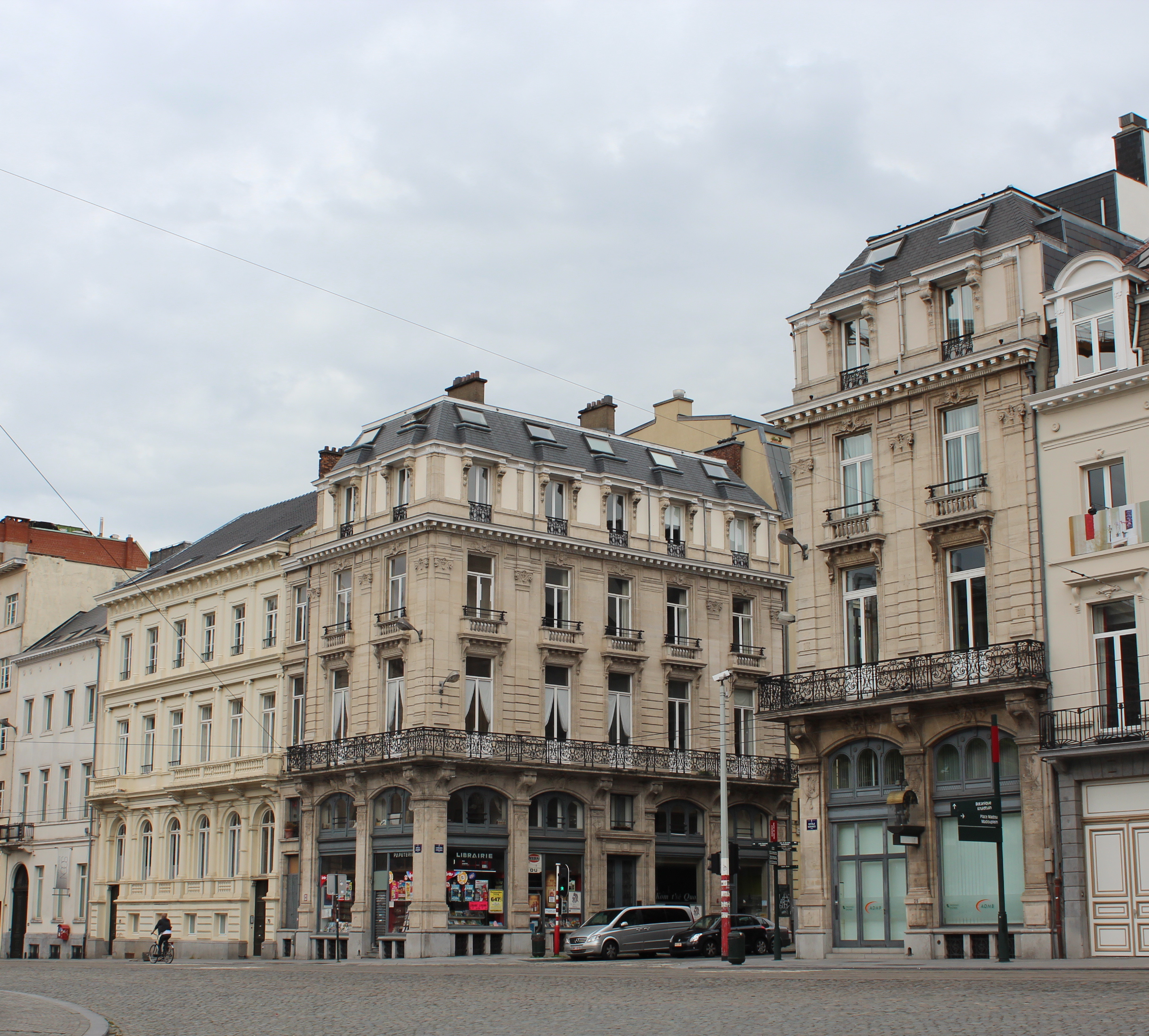
Bruxelles. Les deux coins de la rue Royale / rue du Congrès.
Construction: 1878.

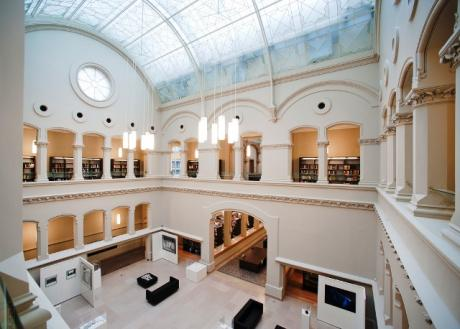
Bruxelles. Bibliothèque de la Banque Nationale de Belgique.
Construction: 1856-1865.

Né le 5 février 1827, Wynand est le fils de l'architecte bruxellois Jean-Baptiste Janssens et de son épouse Marie Josèphe Seghers, qui s'étaient mariés l'année précédente.  
Il a suivi des études d'architecture à l'Académie royale des beaux-arts de Bruxelles de 1844 à 1848 et a été l'élève de Tilman-François Suys.
Son intérêt pour des établissements de bains publics motive ensuite un séjour en Angleterre. Fort de cette expérience, il forge sa réputation en établissant des bains publics au bénéfice de la population laborieuse, à une époque où la salle de bains n'équipe pas encore leur logement.
Les bains publics qu'il a construits à Bruxelles sont :
- de 1851 à 1852 dans la rue des Tanneurs (Marolles) (inaugurés le 26 juillet 1854, démolis en 1953) ;
- en 1878 dans la rue Borgwal (Bruxelles-Centre).

Après que Janssens eut construit les bains publics dans la rue des Tanneurs, il fut nommé secrétaire de la Société anonyme pour l'établissement des bains économiques et des lavoirs à Bruxelles.
Il s'est fendu d'un guide de construction à l'usage des architectes confrontés aux problèmes techniques particuliers des établissements sanitaires.
Avec le temps, il est également devenu le chef du Service de construction de la Compagnie immobilière de Belgique.
Au cours de sa carrière, Janssens était un laps de temps associé avec le célèbre architecte Henri Beyaert.
Il veillait à l'apprentissage des architectes Jean Baes et Ernest Acker. Ce dernier a interrompu -pendant quelques années- ses études à l'Académie et a suivi une période probatoire chez Janssens avant de poursuivre ses études.
Alors qu'il est question de construire une nouvelle Bourse de commerce pour remplacer le bâtiment trop étroit et vétuste de la rue de l'Évêque, Janssens développe deux projets qu'il situe à l'emplacement de la vénérable église Saint-Nicolas et du théâtre des galeries royales Saint-Hubert.
Heureusement, ces esquisses ne sont pas retenues. Pour le consoler, la Ville de Bruxelles lui demande d'achever l'église Sainte-Catherine que Joseph Poelaert a entrepris de construire sur le bassin du port qui vient d'être comblé. L'architecte restera scrupuleusement fidèle à la démarche architecturale de son illustre prédécesseur. La nouvelle église avec sa tour baroque indépendante datant de 1629 a été mise en service en 1874 et classée en tant que monument en 1982.
Comme nombre de ses contemporains, Wynand Janssens tâtera de tous les styles "néo" pendant sa carrière. Avec le temps, il s'approchera d'un style plus personnel, comme, par exemple :
- les numéros 1 et 2 de la rue du Congrès, aux deux coins de la rue Royale;
- le Palais du Midi (boulevard Maurice Lemonnier).

Janssens a vécu dans l'extension Sud de la ville de Bruxelles, dans une maison d'angle située au numéro 2 de la rue de Florence (coin de l'avenue Louise).
Il mourut une semaine après son 86e anniversaire et fut inhumé dans une tombe familiale, au cimetière de Bruxelles (Evere) (concession 2838).
La tombe a été conçue en 1909 par l'atelier Cordemans.

## Démarche architecturale
Comme nombre de ses contemporains, Wynand Janssens tâtera de tous les styles "néo" pendant sa carrière. Il s'approchera d'un style plus personnel, malheureusement très lourd et incohérent, dans ses dernières réalisations que sont les hôtels d'angle de la rue du Congrès et le palais du Midi.

## Réalisations(Selection)[12],[13],[14],[5]

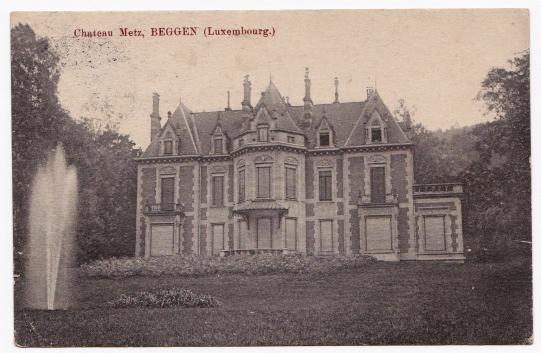
Château de Beggen en 1913.
Construction: 1894-1895

- 1856-1865 : Bruxelles, Rue du bois sauvage. Banque nationale de Belgique, sous la direction de Henri Beyaert, en style néo-renaissance française. Le bâtiment a été démoli au fil des années. Seule la maison du gouverneur de la banque existe encore. La façade est décorée de sculptures réalisées par Léopold Wiener, Edouard Fiers et Égide Mélot.
- 1867 : Saint-Gilles, 14 rue Berckmans. Maison des citoyens de style néo-classique.
- 1867-1870: Saint-Gilles, chaussée de Charleroi 100, 102, 104, 106. Maisons des citoyens.
- 1869: Saint-Gilles, 62 avenue Louise. Maison de maître aux éléments néo-classiques.
- 1871: Bruxelles, 103 avenue Louise. Maison de ville avec rez-de-chaussée et deux étages aux influences néo-classiques, pour le banquier et sénateur Prosper Crabbe.
- 1872: Bruxelles, avenue Louise 99 & 101. Maisons de ville de style néo-renaissance italienne.
- 1875: Bruxelles, 362 avenue Louise. Maison de style néo-classique.
- 1875-1880 : Palais du Midi, boulevard Maurice Lemonnier, 132-172, à Bruxelles.
- 1878 : Hôtels jumeaux, à l'angle des rues Royale et du Congrès, à Bruxelles, en style éclectique.
- 1879 : Anvers. Maisons construites pour la Société Anonyme du Sud d'Anvers:
  - Tolstraat 64, 66 et 68 (style éclectique);
  - Verbondstraat 75, 77 et 79 (style néo-traditionnel);
  - Verbondstraat 86, 88 et 90 (style néo-classique).
- 1879-1880 : Liège. Hôtel Chaudoir-Delbouille (style néo-gothique).
- 1882: Hôtel particulier, avenue Louise, 61, à Bruxelles, en style néo-renaissance italienne (de nos jours démoli).
- 1883-1886 : transformations au château du Rond Chêne, à Esneux, pour le compte de Georges Montefiore-Levi
- 1884: Bruxelles, 63 avenue Louise. Hôtel privé (de nos jours démoli).
- 1891 : Ostende, 29 Kemmelbergstraat. Villa Magdeleine de style éclectique.
- 1894-1895 : Château de Beggen au Grand-Duché de Luxembourg, en style éclectique ; aujourd'hui Ambassade de la Russie.
- Style néo-renaissance française :
  - Hôtel particulier - Ixelles, 17 avenue de la Toison d'Or
  - Hôtel particulier - Bruxelles, 77 rue d'Arlon
- Cité du Nord, immeuble à appartements sur rez commerciaux pour la Société d'habitations ouvrières de la région bruxelloise (style éclectique).